# فلسطین اول
فلسطین اول یا فلسطین پرایما (انگلیسی: Palaestina Prima) یک استان امپراتوری بیزانس بود که از اواخر قرن چهارم تا زمان فتح شام توسط مسلمانان در دهه ۶۳۰ در منطقه فلسطین وجود داشت. در سال ۶۱۴ به‌طور موقت به شاهنشاهی ساسانی (امپراتوری پارس) ملحق شد، اما در سال ۶۲۸ دوباره فتح شد.